# Vadal Alexander
Vadal Alexander (New Orleans, 23 marzo 1994) è un giocatore di football americano statunitense che milita nel ruolo di offensive guard per i St. Louis BattleHawks della X Football League (XFL).

## Biografia

### Oakland Raiders
Al college, James giocò a football con gli LSU Tigers dal 2011 al 2015. Fu scelto nel corso del settimo giro (234º assoluto) nel Draft NFL 2016 dagli Oakland Raiders. Debuttò come professionista subentrando nella gara del secondo turno contro gli Atlanta Falcons. Nella settimana 4 contro i Baltimore Ravens disputò la prima gara come titolare. Nella sua stagione da rookie giocò 9 partite, 5 delle quali come titolare.